# Raphael von Koeber
Raphael von Koeber (15 janvier 1848 - 14 juin 1923) est un professeur de philosophie russe d'origine allemande. Il fut notamment conseiller étranger au Japon pendant l'ère Meiji et enseigna à l'université impériale de Tokyo.

## Enfance et formation
Raphael von Koeber est né à Nijni Novgorod en Russie d'un père médecin allemand. Sa mère meurt lorsqu'il a un an, et il est élevé par sa grand-mère qui est la fille d'un prêtre qui est le tuteur de la femme du Tsar Alexandre II. Elle lui enseigne le piano et a une grande influence sur sa vie en général. De culture et de langue maternelle allemande, il a des difficultés à l'école russe, qu'il finit par fréquenter irrégulièrement. À 19 ans, il entre dans une école de musique de Moscou, malgré l'opposition de son père, où il rencontre Tchaïkovski et Rubinstein. Le diplôme en poche à 24 ans, il décide de ne pas poursuivre une carrière dans la musique à cause de sa timidité et part à Iéna en Allemagne pour étudier l'histoire naturelle, puis la philosophie en suivant les cours de Rudolf Christoph Eucken. Il obtient son doctorat à 30 ans, et enseigne l'histoire et l'esthétique de la musique à l'université de Berlin, de Heidelberg et de Munich.

## Vie au Japon
Koeber part enseigner au Japon en juin 1893 (à 45 ans), sur les recommandations de son ami Karl Robert Eduard von Hartmann qui le rassure au sujet du long voyage en mer et des tremblements de terre. Koeber a alors assez de maîtrise de l'anglais pour donner des conférences dans cette langue. 
Il travaille à l'université impériale de Tokyo pendant 21 ans de 1893 à 1914. Il enseigne la philosophie, et en particulier la philosophie grecque, la philosophie médiévale et l'esthétique.
Koeber est alors connu pour être un peu excentrique. Il n'est jamais sorti de Tokyo pour aller autre part au Japon excepté une fois où il se rend dans la ville voisine de Kamakura et sur l'île d'Enoshima. Il est indifférent à l'argent et aux beaux habits, et porte les mêmes vêtements d'hiver pendant 17 ans. 
Parmi ses nombreux étudiants, l'on peut citer l'écrivain Natsume Sōseki et les philosophes Nishida Kitarō et Watsuji Tetsurō. Koeber enseigne également le piano à l'école nationale de musique de Tokyo (actuelle université des Arts de Tokyo). En 1901, il compose la musique pour l'inauguration de l'université pour femmes du Japon. En 1903, il est pianiste dans le premier opéra du Japon. 
Pendant la guerre russo-japonaise (1904-1905), il refuse de rentrer dans son pays et le gouvernement japonais ne s'oppose pas à son choix.
En 1912, Koeber assiste à un événement qui le choque, le suicide de sa domestique originaire de Munich. Pendant l'été de la même année, Natsume Sōseki contacta Koeber, et écrit de lui qu'il est un "professeur de noble caractère" dans un petit article intitulé Professeur Koeber (Koeber sensei).
Il prend sa retraite en 1914 et décide de rentrer à Munich. Cependant, juste avant de monter à bord du navire de retour dans le port de Yokohama, la Première Guerre mondiale commence. Privé de destination, il vit dans une chambre du consulat de Russie à Yokohama pendant 9 ans jusqu'à sa mort en 1923. Il est enterré au cimetière Zōshigaya à Tokyo.
Sa collection de livres composée de 1 999 volumes et constituée principalement de classiques grecs et latins, et d'ouvrages de philosophie et d'histoire se trouve aujourd'hui dans la bibliothèque de l'université du Tōhoku.